# Rudolf Einhauser
Rudolf Einhauser (* 9. Oktober 1873 in Neuburg an der Donau; † 31. Dezember 1943) war ein deutscher Verwaltungsjurist. Er amtierte von 1908 bis 1938 als Syndikus der Ludwig-Maximilians-Universität München.

## Leben und Tätigkeit
Nach dem Schulbesuch studierte Einhauser Rechtswissenschaften. Sein Rechtsreferendariat absolvierte er in seiner Heimatstadt Neuburg an der Donau. 1897 wurde er zum Dr. jur. promoviert.
1901 trat Einhauser als Sekretär in den Dienst der Ludwig-Maximilians-Universität München. 1908 wurde er zum Syndikus dieser Universität ernannt und behielt diesen Posten bis zu seiner Pensionierung 1938. 1920 erhielt Einhauser den Rang eines Oberregierungsrates. Von Juni 1933 bis Februar 1934 war Einhauser außerdem Referent im Bayerischen Staatsministerium für Unterricht und Kultus.
Rudolf Einhauser war als stiller Teilhaber gemeinsam mit Hans Pfitzner zeitweise Miteigentümer der von Paul Nikolaus Cossmann herausgegebenen Süddeutschen Monatshefte, einem führenden Organ des militanten Nationalismus.
1923 trat Einhauser erstmals der NSDAP bei, der 1925 neu gegründeten Partei erst wieder zum 1. Januar 1933 (Mitgliedsnummer 1.722.897). Nach der Machtübernahme der Nationalsozialisten in Bayern im März 1933 wurde Einhauser 1933 Vertrauensmann des Nationalsozialistischen Lehrerbundes für Hochschulangelegenheiten.
Einhauser setzte sich für den Tierschutz und die Betäubung von Schlachttieren ein, was mit einer unausgesprochenen Kritik am jüdischen Ritus des unbetäubten Schächtens im Sinne der nationalsozialistischen Tierschutzbemühungen einherging.
Nach seiner Pensionierung wurde Einhauser Ehrenbürger der Ludwig-Maximilians-Universität München.

## Archivische Überlieferung
Im Bayerischen Hauptstaatsarchiv haben sich zwei Personalakten des Bayerischen Kultusministeriums zu Einhauser erhalten (MK 17654 sowie MK 43550).

## Schriften
- Die Gewinnbeteiligung, ihr Einfluss auf den Unternehmergewinn und auf die Beziehungen zwischen Arbeiter und Arbeitgeber. In: Zeitschrift für die gesamte Staatswissenschaft. 54, 1898, S. 120–272; JSTOR:40740836 (zugleich Dissertation Universität München 1897).
- Proportionalwahl. In: Zeitschrift für die gesamte Staatswissenschaft. 54, 1898, S. 720–729; JSTOR:40740777.
- Zur Verfassung der Universität München, 1919; urn:nbn:de:bvb:19-epub-14273-0.
- Die Notwendigkeit des Tierschutzes. In: Völkischer Beobachter. 11. März 1927, Nr. 58.
- Der gesetzliche Betäubungszwang vor dem norwegischen Storting. In: Deutsche Schlachthof-Zeitung. 1932.